# Aleksandr Kïrov
Aleksandr Kïrov (in kazako Александр Киров?, in russo Александр Сергеевич Киров?, Aleksandr Sergeevič Kirov; 4 settembre 1984) è un calciatore kazako, difensore dello Shakhter Karagandy.

## Palmarès

### Club

#### Competizioni nazionali
- Campionato kazako: 4

Aqtöbe: 2009
Astana: 2014
Şaxter Qaraǧandy: 2011, 2012
- Coppa del Kazakistan: 2

Almatı: 2006
Astana: 2010
- Supercoppa del Kazakistan: 1

Astana: 2011